# Maoutia salomonensis
Maoutia salomonensis är en nässelväxtart som beskrevs av Rechinger. Maoutia salomonensis ingår i släktet Maoutia och familjen nässelväxter. Inga underarter finns listade i Catalogue of Life.